# Saint-Baldoph
 Saint-Baldoph  es una población y comuna francesa, en la región de Ródano-Alpes, departamento de Saboya, en el distrito de Chambéry y cantón de La Ravoire.

## Demografía
| 776 | 911 | 1153 | 1358 | 2227 | 2843 |
| Para los censos de 1962 a 1999 la población legal corresponde a la población sin duplicidades (Fuente: INSEE [Consultar]) |     |      |      |      |      |